# Блу Чиър
„Блу Чиър“ (на английски: Blue Cheer) е американска рок група.
Основана през 1967 година в Сан Франциско и изпълнява психеделичен блус рок, с който оказва силно влияние върху формирането на хевиметъла и други музикални стилове. Групата съществува до 1972 година, след което се събира многократно, най-продължително през 1984 – 1994 година.